# Grand Prix de Plumelec-Morbihan 2017
Il Grand Prix de Plumelec-Morbihan 2017, quarantunesima edizione della corsa e valevole come evento dell'UCI Europe Tour 2017 categoria 1.1, si svolse il 27 maggio 2017 su per un percorso di 182 km. La vittoria fu appannaggio del francese Alexis Vuillermoz, il quale completò la gara in 4h14'30", alla media di 42,908 km/h, precedendo i connazionali Jonathan Hivert e Samuel Dumoulin.
Sul traguardo di Plumelec 69 ciclisti, su 114 partenti, portarono a termine la competizione.

## Squadre e corridori partecipanti
| N.    | Cod. | Squadra                 |
| ----- | ---- | ----------------------- |
| 1-8   | ALM  | AG2R La Mondiale        |
| 11-18 | FDJ  | FDJ                     |
| 21-28 | FVC  | Fortuneo-Vital Concept  |
| 31-37 | COF  | Cofidis                 |
| 41-48 | DEN  | Direct Énergie          |
| 51-58 | AUB  | HP BTP-Auber 93         |
| 61-66 | RLM  | Roubaix-Lille Métropole |
| 71-78 | ADT  | Armée de Terre          |

| N.      | Cod. | Squadra                       |
| ------- | ---- | ----------------------------- |
| 81-88   | DMP  | Delko-Marseille Provence-KTM  |
| 91-98   | CCD  | Team Differdange-Losch        |
| 101-108 | AZT  | D'Amico-Utensilnord           |
| 111-118 | EUS  | Euskadi Basque Country-Murias |
| 121-128 | GAZ  | Gazprom-RusVelo               |
| 131-138 | IPC  | Interpro Cycling Academy      |
| 141-148 | FRA  | Francia                       |

## Ordine d'arrivo (Top 10)
| Pos. | Corridore         | Squadra      | Tempo    |
| ---- | ----------------- | ------------ | -------- |
| 1    | Alexis Vuillermoz | AG2R         | 4h14'30" |
| 2    | Jonathan Hivert   | Direct       | a 8"     |
| 3    | Samuel Dumoulin   | AG2R         | a 10"    |
| 4    | Arthur Vichot     | FDJ          | s.t.     |
| 5    | Julien Simon      | Cofidis      | s.t.     |
| 6    | Benoît Cosnefroy  | Francia      | s.t.     |
| 7    | Laurent Pichon    | Fortuneo     | a 12"    |
| 8    | Kévin Réza        | FDJ          | s.t.     |
| 9    | Thibault Ferasse  | Armée de Te. | s.t.     |
| 10   | Franck Bonnamour  | Fortuneo     | s.t.     |